# Partit Únic Nacional dels Treballadors
El Partit Únic Nacional dels Treballadors (PUNT) de Guinea Equatorial va ser fundat oficialment el 7 de juliol de 1970 sobre l'estructura del P.U.N., existent des de gener-febrer.
Va ser creat i liderat per l'anteriorment dirigent de la Idea Popular de Guinea Equatorial (IPGE) i aleshores president de la República des de les eleccions de setembre de 1968, Francisco Macías Nguema. La seva secció juvenil, anomenada "Joventuts en marxa amb Macías" (anteriorment coneguda com a "Milícia Popular Revolucionària") va exercir un paper important, tant propagandístic com a repressor durant el règim de Macías que provocà la mort i l'exili d'aproximadament el 20% de la població. Des del mateix moment de la seva creació adquireix gran transcendència social: el carnet del partit s'exigeix per a tot: matrícula acadèmica, contracte de treball, etc.
El partit va ser dissolt després del cop d'estat dut a terme per Teodoro Obiang a l'agost de 1979.